# Potres na Tibetu 2025.
Potres na Tibetu 2025. dogodio se 7. siječnja 2025. u 9:05 po lokalnom vremenu, magnitude 7,1 (Mw). Pogodio je okrug Tingri u prefekturi Shigatse u Autonomnoj regiji Tibet jugozapadne Kine. U potresu je poginulo najmanje 126 osoba, dok ih je 188 ozlijeđeno. Potres se osjetio diljem južne Azije, uključujući Nepal, gdje je ozlijeđeno 13 osoba, te sjeverne Indije.
Epicentar potresa nalazio se u općini Tsogo na prosječnoj nadmorskoj visini od 4.500 metara. Prema analizi Američkog geološkog zavoda (USGS), potres je nastao kao rezultat rasjedanja unutar Tibetanske visoravni. Procjenjuje se da se rasjed protezao oko 80 kilometara u dužinu i do 20 kilometara u dubinu.
U potresu je uništeno više od 3.600 domova, pri čemu je najviše štete pretrpio okrug Tingri. Kineske su vlasti odmah pokrenule opsežnu akciju spašavanja, uputivši više od 3.400 spasilaca i 340 medicinskih radnika u pogođeno područje. Zbog niskih temperatura, koje su se noću spuštale i do -16°C, posebna pozornost posvećena je zbrinjavanju evakuiranih stanovnika. Kineska vlada izdvojila je 100 milijuna juana (približno 13,6 milijuna dolara) za pomoć u obnovi.
Ovo je bio najsnažniji potres u Kini od siječnja 2024. i najsmrtonosniji od prosinca 2023. godine. Područje Tibetanske visoravni seizmički je aktivno zbog sudara Indijske i Euroazijske tektonske ploče, što rezultira čestim potresima različitih magnituda.